# Melvin Turpin
Melvin Harrison «Mel» Turpin (Lexington, Kentucky, 28 de diciembre de 1960-8 de julio de 2010) fue un jugador de baloncesto estadounidense que disputó cinco temporadas en la NBA y una en la Liga ACB. Con 2,11 metros de estatura, jugaba en la posición de pívot.

## Trayectoria deportiva

### Universidad
Jugó durante cuatro temporadas con los Wildcats de la Universidad de Kentucky, en las que promedió 15,2 puntos y 6,4 rebotes por partido. En su última temporada como universitario, llegó con su equipo a la Final Four de la NCAA, donde tras haber hecho grandes partidos en las rondas previas, perdió en su duelo particular con la gran estrella de Georgetown, Pat Ewing, en semifinales, consiguiendo tan solo 5 puntos y 5 rebotes en una mala serie de 2 de 11 en tiros de campo. Ese año fue incluido además en el tercer equipo All-American.

### Profesional
Fue elegido en la sexta posición del  Draft de la NBA de 1984 por Washington Bullets,  siendo traspasado a Cleveland Cavaliers a cambio de Cliff Robinson y los derechos sobre Tim McCormick. Allí tuvo problemas desde el primer momento por el tema de su sobrepeso, que le hicieron merecedor del apodo de "Dinner Bell". A pesar de ello completó una buena primera temporada, promediando 10,6 puntos y 5,7 rebotes por partido. Al año siguiente jugaría su mejor campaña como profesional, siendo el tercer mejor anotador del equipo tras World B. Free y Roy Hinson, con 13,7 puntos por partido, y el segundo mejor reboteador tras el propio Hinson, con 7,0 por noche. Pero su entrenador, George Karl, se cansó de sus problemas de peso, condenándolo a una tercera temporada viendo los partidos desde el banquillo. Al año siguiente fue traspasado, junto a Darryl Dawkins, a los Utah Jazz, a cambio de Dell Curry y Kent Benson. Allí desempeñó la función de reserva de Mark Eaton, contando con poco más de 12 minutos por partido, en los que promedió 5,9 puntos y 3,0 rebotes por noche.
Tras esa temporada, decidió aceptar la oferta del CAI Zaragoza español, de la Liga ACB, quienes lo obtuvieron a cambio de Piculín Ortiz. En la liga española jugó una temporada, promediando 15,1 puntos y 7,6 rebotes por partido. En la temporada 1989-90 regresa a su país, fichando como agente libre por los Washington Bullets, donde jugaría su última temporada como profesional. En sus 5 temporadas en la NBA promedió 8,5 puntos y 4,6 rebotes por partido.

## Estadísticas de su carrera en la NBA

### Temporada regular
| Temporada | Edad | Equipo     | Liga | P   | TIT | MIN  | TC  | TCA  | %TC  | 3P  | 3PA | %3P  | TL  | TLA | %TL  | R.OF. | R.DEF. | REB | ASIS | ROB | TAP | PER | FP  | PTS  |
| 1984-85   | 24   | Cleveland  | NBA  | 79  | 45  | 24.7 | 4.6 | 9.0  | .511 | 0.0 | 0.0 |      | 1.4 | 1.8 | .784 | 2.0   | 3.8    | 5.7 | 0.5  | 0.5 | 1.1 | 1.5 | 2.7 | 10.6 |
| 1985-86   | 25   | Cleveland  | NBA  | 80  | 69  | 28.7 | 5.7 | 10.5 | .544 | 0.0 | 0.1 | .000 | 2.3 | 2.9 | .811 | 2.3   | 4.7    | 7.0 | 0.7  | 0.8 | 1.3 | 1.7 | 3.3 | 13.7 |
| 1986-87   | 26   | Cleveland  | NBA  | 64  | 1   | 12.5 | 2.6 | 5.7  | .462 | 0.0 | 0.0 |      | 0.9 | 1.2 | .714 | 1.0   | 2.0    | 3.0 | 0.5  | 0.2 | 0.6 | 1.0 | 1.4 | 6.1  |
| 1987-88   | 27   | Utah       | NBA  | 79  | 0   | 12.8 | 2.5 | 4.9  | .512 | 0.0 | 0.0 | .333 | 0.9 | 1.2 | .724 | 1.1   | 1.9    | 3.0 | 0.4  | 0.3 | 0.9 | 0.9 | 2.0 | 5.9  |
| 1989-90   | 29   | Washington | NBA  | 59  | 12  | 13.9 | 1.9 | 3.5  | .526 | 0.0 | 0.0 | .000 | 0.9 | 1.2 | .789 | 1.5   | 2.3    | 3.7 | 0.5  | 0.3 | 0.8 | 0.8 | 2.3 | 4.7  |
| Total     |      |            | NBA  | 361 | 127 | 19.0 | 3.6 | 7.0  | .516 | 0.0 | 0.0 | .111 | 1.3 | 1.7 | .777 | 1.6   | 3.0    | 4.6 | 0.5  | 0.4 | 1.0 | 1.2 | 2.4 | 8.5  |

### Playoffs
| Temporada | Edad | Equipo    | Liga | P  | MIN | TCA | TC | 3PA | 3P | TLA | TL | R.OF. | REB | ASIS | ROB | TAP | PER | FP | PTS | %TC  | %3P | %FT   | MIN  | PTS | REB | AST |
| 1984-85   | 24   | Cleveland | NBA  | 4  | 45  | 12  | 19 | 0   | 0  | 1   | 2  | 3     | 8   | 0    | 4   | 1   | 5   | 3  | 25  | .632 |     | .500  | 11.3 | 6.3 | 2.0 | 0.0 |
| 1987-88   | 27   | Utah      | NBA  | 7  | 31  | 3   | 9  | 0   | 0  | 2   | 2  | 3     | 6   | 2    | 1   | 4   | 2   | 5  | 8   | .333 |     | 1.000 | 4.4  | 1.1 | 0.9 | 0.3 |
| Total     |      |           | NBA  | 11 | 76  | 15  | 28 | 0   | 0  | 3   | 4  | 6     | 14  | 2    | 5   | 5   | 7   | 8  | 33  | .536 |     | .750  | 6.9  | 3.0 | 1.3 | 0.2 |

## Muerte
En el 2010 fue encontrado muerto de un disparo en su casa en lo que las autoridades no dudaron en considerar un suicidio. Llevaba 10 años trabajando de guardia de seguridad.